# 斎藤保太郎
斎藤 保太郎（さいとう やすたろう、1897年(明治30年)7月20日 - 1943年(昭和18年)12月8日）は、日本ホーリネス教会、きよめ教会の牧師である。太平洋戦争中に、治安維持法違反で検挙され、服役中に殉教した。

## 生涯

### 幼少期
山形県西置賜郡温海村湯温海(現・鶴岡市)に生まれた。鶴岡市の庄内中学(現・鶴岡南高等学校)に入学したが、中退し上京する。絵画の才能があったので、東京では肖像画を描いて生計を立てていた。
1915年(大正4年)単立教会の本郷浅嘉町教会の牧師小沢勝之助に導かれて洗礼を受ける。

### ホーリネス牧師
1918年(大正7年)に東洋宣教会の聖書学院に入学する。1921年(大正10年)に卒業し、神田ホーリネス教会の副牧師になり、奥野まつと結婚する。1922年(大正11年)より、高知県室戸で開拓伝道を始める。また、1923年(大正12年)には石川県金沢で開拓伝道を行う。
1928年(昭和3年)には按手礼を受けて、東京浅草教会、1931年(昭和6年)には長野上諏訪弁天町教会に赴任する。
1933年(昭和8年)に中田重治監督の神学上の問題で、ホーリネス教会内部で分裂事件が発生する。斉藤は中田重治監督側につく。

### きよめ教会
1936年(昭和11年)のホーリネス和協分離の後に発足した中田派のきよめ教会に所属する。1938年(昭和13年)にきよめ教会の水戸常盤教会に転任する。
1938年6月には中田の健康悪化のため、中田終身監督の監督業務の代行のために、きよめ教会では代行委員が設置された。斎藤は、中田あやめ、斎藤源八、田中敬止、森五郎と共に代行委員に選出された。

### 検挙・殉教
水戸で牧師をしている時、1942年(昭和17年)6月に治安維持法違反で特別高等警察より一斉検挙される。1943年(昭和18年)6月15日に禁錮3年の実刑判決を受けて、水戸刑務所に移送され刑に服する。半年後の太平洋戦争の開戦2周年の12月8日に獄死する。

### 葬儀
死後17年経って1960年(昭和35年)9月22日に告別式が行われた。